# Сельское поселение Ольгино
Се́льское поселе́ние Ольгино — муниципальное образование в Безенчукском районе Самарской области Российской Федерации.
Административный центр — село Ольгино.

## География
Село Ольгино расположено на востоке Безенчукского района, на границе с Хворостянским районом. К селу прилегает водоканал Куйбышевский. В непосредственной близости располагается с. Тополек и с. Масленниково Хворостянского района. На территории села находится футбольный стадион, площадка с турниками, баскетбольная площадка, а также импровизированные спортивные снаряды во дворах домов.
Среди основных улиц села — Садовая, Ленина, Мира, Физкультурная, Мелиораторов, Степная. Архитектура села — двухэтажные многоквартирные дома, двухэтажные коттеджи и одноэтажные дома. В настоящее время развития поселения не производится. Строительство новых домов производится за счет собственников.

## Образование и бизнес
В селе работает МОУ Ольгинская средняя общеобразовательная школа. Дошкольное образование представлено детским образовательным центром «Светлячок». В школе и местном Доме Культуры «Светлана» работают драматический, танцевальный кружки, спортивные секции. В Ольгино работает несколько универсамов, пекарня, молочный комплекс, сельскохозяйственное предприятие, картофелеводство, молочное животноводство.

## История
Законом Самарской области от 30 апреля 2015 года № 38-ГД, сельские поселения Ольгино и Макарьевка преобразованы, путём их объединения, в сельское поселение Ольгино с административным центром в селе Ольгино.

## Население
| 2010  | 2012  | 2013  | 2014  | 2015  | 2016  | 2017  |
| ----- | ----- | ----- | ----- | ----- | ----- | ----- |
| 1498  | ↘1467 | ↘1414 | ↘1397 | ↘1343 | ↗1615 | ↘1598 |
| 2018  | 2019  | 2020  | 2021  |       |       |       |
| ↘1580 | ↘1573 | ↘1565 | ↗1606 |       |       |       |

## Состав сельского поселения
| № | Населённый пункт | Тип населённого пункта       | Население |
| - | ---------------- | ---------------------------- | --------- |
| 1 | Иоганесфельд     | село                         | ↗152      |
| 2 | Макарьевка       | село                         | ↗234      |
| 3 | Ольгино          | село, административный центр | ↘1470     |

## Культура
В селе функционирует Дом Культуры "Светлана", который занимается культурным развитием населения. На базе ДК работают самодеятельные ансамбли вокального и хореографического направления для школьников и взрослого населения. Дом Культуры представляет работы 8 взрослых коллективов: хор «Сельчане», народный вокальный ансамбль «Реченька», группа «Акцент», народный танцевальный ансамбль «Каблучок», театр миниатюр, кружок сольного пения, аэробика «Грация». Представители ольгинских коллективов несколько раз участвовали в международных конкурсах и смотрах, где удостаивались высокой похвалы и наград. 